# ويليام كينيدي (مستكشف)
ويليام كينيدي (بالإنجليزية: William Kennedy)‏  (و. أبريل 1814 – 1890 م) هو مستكشف من كندا، والمملكة المتحدة لبريطانيا العظمى وأيرلندا، ولد في ساسكاتشوان، توفي في مانيتوبا.
.